# Saurolophorkis bisepala
Saurolophorkis bisepala là một loài thực vật có hoa trong họ Lan. Loài này được (Gilli) Ormerod ex Szlach. & Marg. mô tả khoa học đầu tiên năm 2001.